# Teoría cognitiva social
La teoría cognitiva social (TCS), utilizada en psicología, educación y comunicación, sostiene que parte de la adquisición de conocimientos de un individuo puede estar directamente relacionada con la observación de los demás en el contexto de las interacciones sociales, las experiencias y las influencias externas de los medios de comunicación. Esta teoría fue propuesta por Albert Bandura como una extensión de su teoría del aprendizaje social, según la cual cuando las personas observan a un modelo realizando un comportamiento y las consecuencias del mismo, recuerdan la secuencia de acontecimientos y utilizan esta información para guiar comportamientos posteriores. Observar un modelo también puede incitar al observador a realizar un comportamiento que ya ha aprendido. Dependiendo de si las personas son recompensadas o castigadas por su comportamiento y del resultado del mismo, el observador puede optar por replicar el comportamiento modelado. Los medios de comunicación ofrecen modelos para un amplio abanico de personas en muchos entornos diferentes.

## Historia
Los fundamentos de la teoría cognitiva social proceden de la obra de Edwin B. Holt y Harold Chapman Brown de 1931, Animal Drive and the Learning Process, un ensayo hacia el empirismo radical. Este libro teoriza que toda acción animal se basa en satisfacer las necesidades psicológicas de "sentimiento, emoción y deseo". El componente más notable de esta teoría es que una persona no puede aprender a imitar hasta que es imitada.
En 1941, Neal E. Miller y John Dollard presentaron su libro con una revisión de la teoría del aprendizaje social y la imitación de Holt. Sostenían que cuatro factores contribuyen al aprendizaje: los impulsos, las pistas, las respuestas y las recompensas. Uno de los impulsores es la motivación social, que incluye la imitación, el proceso de hacer coincidir un acto con una señal apropiada de dónde y cuándo realizar el acto. Un comportamiento se imita en función de si el modelo recibe consecuencias de respuesta positivas o negativas. Miller y Dollard argumentaron que si uno estuviera motivado para aprender un comportamiento concreto, entonces ese comportamiento concreto se aprendería mediante observaciones claras. Al imitar estas acciones observadas, el individuo observador solidificaría esa acción aprendida y sería recompensado con un refuerzo positivo, una consecuencia positiva a cierto comportamiento.
Según Albert Bandura, los temas del conductismo ampliamente investigados hasta entonces presentaban ciertas discrepancias. Se inspiró en el trabajo realizado por Miller y Dollard para profundizar en esta cuestión. Bandura, junto con sus estudiantes y colegas, realizó un estudio, conocido como el experimento del muñeco Bobo, en 1961 y 1963 para averiguar por qué y cuándo los niños mostraban conductas agresivas. Estos estudios demostraron el valor del modelado para adquirir nuevas conductas. Estos estudios ayudaron a Bandura a publicar su artículo y libro fundamentales en 1977, que ampliaban la idea de cómo se adquiere el comportamiento y, por tanto, profundizaban en la investigación de Miller y Dollard. En el artículo de Bandura de 1977, afirmaba que la Teoría del Aprendizaje Social muestra una correlación directa entre la autoeficacia percibida por una persona y el cambio de comportamiento. La autoeficacia proviene de cuatro fuentes: "logros de rendimiento, experiencia vicaria, persuasión verbal y estados fisiológicos".
En 1986, Bandura publicó su segundo libro, Social Foundations of Thought and Action: A Social Cognitive Theory, en el que introdujo el modelo de causalidad triádica. Llamó a la nueva teoría teoría cognitiva social. Bandura cambió el nombre para enfatizar el importante papel que desempeña la cognición en la codificación y realización de conductas. En este libro, Bandura sostenía que el comportamiento humano está causado por influencias personales, conductuales y ambientales.
En 2001, Bandura aplicó la TSC a la comunicación de masas en un artículo publicado en una revista en el que afirmaba que la teoría podía utilizarse para analizar cómo "la comunicación simbólica influye en el pensamiento, el afecto y la acción humanos". La teoría muestra cómo un nuevo comportamiento se difunde en la sociedad a través de factores psicosociales que rigen su adquisición y adopción.
En 2011, Bandura publicó un capítulo del libro The Social and Policy Impact of Social Cognitive Theory (El impacto social y político de la teoría cognitiva social) para ampliar la aplicación de la TCS en la promoción de la salud y en cuestiones globales urgentes, que proporciona una visión para abordar los problemas globales a través de una lente macrosocial, con el objetivo de mejorar la igualdad de las vidas de los individuos bajo los paraguas de la TCS.
En 2016, Bandura publicó su último libro, Moral disengagement : How people do harm and live with themselves. En este libro utilizó la TCS para analizar cómo las personas se desvinculan del daño que hacen. Utilizando causas que la gente considera dignas, justifican acciones dañinas.
La TCS se ha aplicado en diferentes campos de estudio, como la psicología, la educación, la comunicación de masas y la sanidad.
La pandemia por la COVID-19 ha planteado retos a muchas personas en relación con la salud mundial y ha suscitado un nuevo examen del comportamiento humano y las respuestas sociales a través de la teoría cognitiva social. La pandemia ha cambiado numerosas facetas de la sociedad, incluido el comportamiento de las personas. La investigación que aplica las teorías de la cognición social puede ayudar a explicar la variación en estos comportamientos y a informar sobre el desarrollo de intervenciones eficaces para el cambio de comportamiento con el fin de promover la adherencia.

## Situación actual
La Teoría Cognitiva Social tiene su origen en la psicología, pero según una búsqueda no oficial realizada en Google Scholar en noviembre de 2013, solo el 2 % de los artículos publicados sobre TSC pertenecen al campo de la psicología pura. Alrededor del 20 por ciento de los artículos son de Educación y el 16 por ciento de Negocios. La mayoría de las publicaciones que utilizan la TCS, el 56 por ciento, proceden del campo de la Psicología de la Salud Aplicada. La mayor parte de la investigación actual en Psicología de la Salud se centra en probar la TCS en campañas de cambio conductual, en lugar de ampliar la teoría. Los temas de las campañas incluyen: el aumento de la ingesta de frutas y verduras, el aumento de la actividad física, la educación sobre el VIH y la lactancia materna.
Nacido en 1925, Bandura pasó su vida influyendo en el mundo con expansiones del SCT. Su trabajo más reciente, publicado en mayo de 2011, se centra en cómo el SCT influye en áreas tanto de la salud como de la población en relación con el cambio climático. Propone que estos problemas podrían resolverse mediante series de televisión que muestren a modelos similares a los espectadores realizando el comportamiento deseado. Sobre la salud, Bandura escribe que actualmente hay pocos incentivos para que los médicos prescriban comportamientos saludables, pero cree que el coste de solucionar los problemas de salud empieza a superar los beneficios de estar sano. Bandura sostiene que estamos a punto de pasar de un modelo de enfermedad (centrado en las personas con problemas) a un modelo de salud (centrado en las personas sanas) y que la TCS es la teoría que debería utilizarse para promover una sociedad sana. En cuanto a la población, Bandura afirma que el crecimiento demográfico es una crisis mundial debido a su correlación con el agotamiento y la degradación de los recursos de nuestro planeta. Bandura sostiene que la TCS debería utilizarse para aumentar el uso de métodos anticonceptivos, reducir la desigualdad de género mediante la educación y modelar la conservación del medio ambiente para mejorar el estado del planeta.

## Descripción general
La teoría cognitiva social, desarrollada por Albert Bandura, es una teoría del aprendizaje basada en el supuesto de que el entorno en el que uno crece contribuye al comportamiento, y la persona individual (y, por tanto, la cognición) es igual de importante. Las personas aprenden observando a los demás, y el entorno, el comportamiento y la cognición actúan como factores primarios que influyen en el desarrollo en una relación triádica recíproca. Cada comportamiento presenciado puede cambiar la forma de pensar (cognición) de una persona. Del mismo modo, el entorno en el que uno se cría puede influir en comportamientos posteriores. Por ejemplo, la forma de pensar de un cuidador (también cognición) determina el entorno en el que se crían sus hijos.

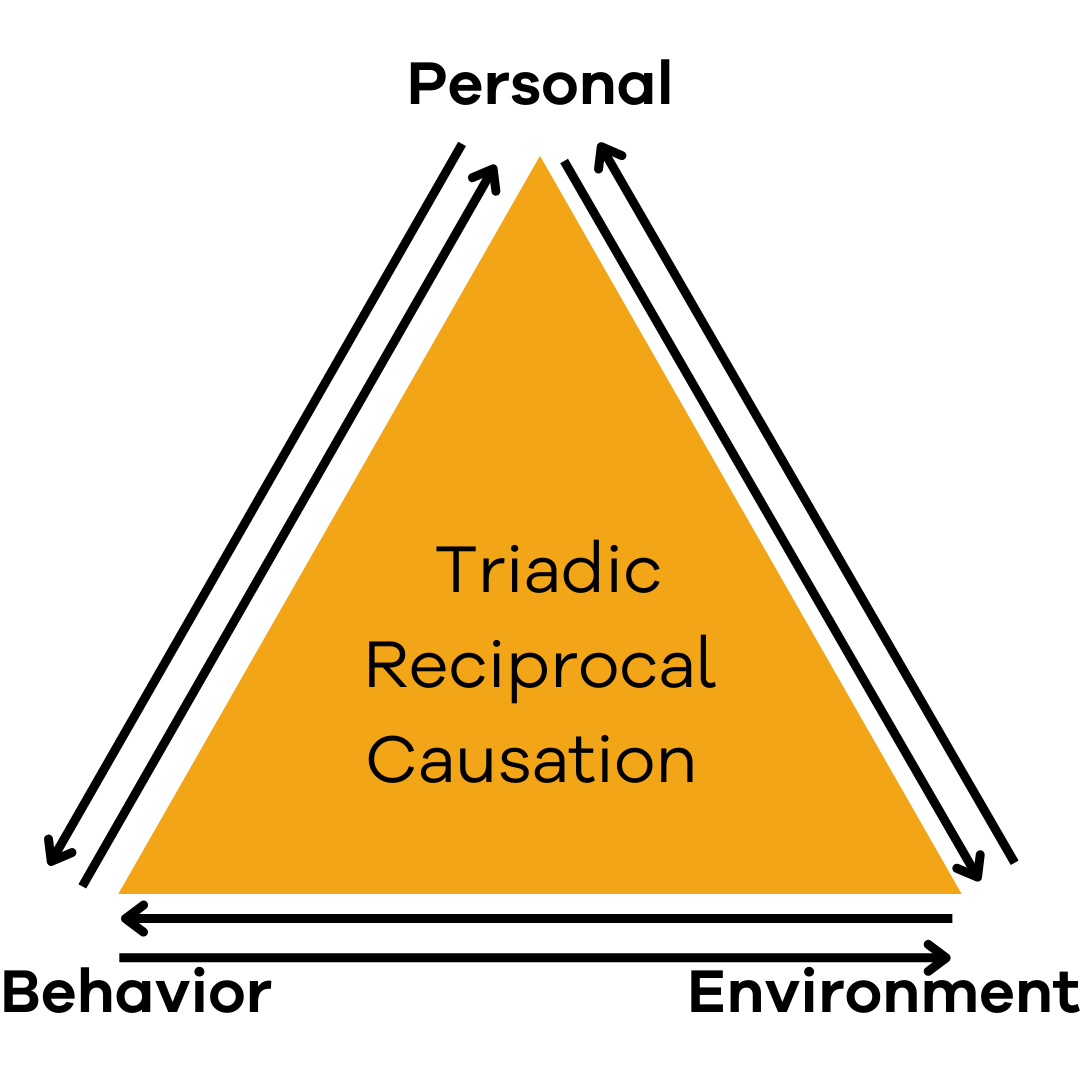
Modelo de causalidad triádica

Bandura explica los conceptos básicos de esta teoría mediante una esquematización de la causalidad recíproca triádica. Según este modelo, el aprendizaje se produce a través de la exposición directa y el aprendizaje observacional. Las personas no sólo son productos de su entorno, sino que también tienen el poder de producir su propio entorno. Por tanto, existe una interacción entre la conducta, el entorno y lo personal. El esquema muestra cómo influye en la reproducción de una conducta observada el hecho de conseguir que el alumno crea en sus capacidades personales para completar correctamente una conducta.
1. Conductual: La respuesta que recibe un individuo después de realizar una conducta (es decir, proporcionar oportunidades para que el alumno experimente un aprendizaje satisfactorio como resultado de realizar la conducta correctamente).
2. Ambientales: Aspectos del entorno o ambiente que influyen en la capacidad del individuo para completar con éxito una conducta (es decir, hacer que las condiciones ambientales propicien una mejora de la autoeficacia proporcionando el apoyo y los materiales adecuados).[21]
3. Personal: factores internos de un individuo que influyen en su comportamiento, como sus creencias, actitudes y autoeficacia.[9]

Es importante señalar que el aprendizaje puede producirse sin un cambio de comportamiento. Según los principios generales del aprendizaje social de J.E. Ormrod, aunque un cambio visible en el comportamiento es la prueba más común de aprendizaje, no es absolutamente necesario. Los teóricos del aprendizaje social creen que, dado que las personas pueden aprender únicamente a través de la observación, su aprendizaje no tiene por qué manifestarse necesariamente en su rendimiento.Son interdependientes entre sí y su influencia puede estar directamente relacionada con el comportamiento psicológico individual o grupal. Según Alex Stajkovic y Fred Luthans, es de vital importancia reconocer que las influencias relativas ejercidas por uno, dos o tres factores que interactúan sobre el comportamiento motivado variarán en función de las distintas actividades, los distintos individuos y las distintas circunstancias.

## Bases teóricas

### Agencia humana
La teoría cognitiva social se propone desde una perspectiva agéntica, que sugiere que, en lugar de ser sólo moldeados por entornos o fuerzas internas, los individuos son autodesarrollados, autorregulados, autorreflexivos y proactivos. Específicamente, la agencia humana opera dentro de tres modos:
- Agencia individual: La propia influencia de una persona en el entorno;
- Agencia de representación: Esfuerzo de otra persona en asegurar los intereses del individuo;
- Agencia colectiva: Un grupo de personas trabajan juntas para lograr beneficios comunes.

La agencia humana tiene cuatro propiedades fundamentales:
- Intencionalidad: Decisión activa de los individuos de realizar determinadas actividades;
- Previsión: Capacidad de los individuos para anticipar el resultado de determinadas acciones;
- Autorreactividad: Capacidad de los individuos para construir y regular comportamientos apropiados;
- Autorreflexión: Capacidad de los individuos para reflexionar y evaluar la solidez de sus cogniciones y comportamientos.

### Capacidad humana
En su evolución a lo largo del tiempo, los seres humanos se caracterizan por poseer sistemas neuronales avanzados, que permiten a los individuos adquirir conocimientos y habilidades tanto de forma directa como simbólica. Se abordan cuatro capacidades primarias como fundamentos importantes de la teoría cognitiva social: la capacidad de simbolización, la capacidad de autorregulación, la capacidad autorreflexiva y la capacidad vicaria.
1. Capacidad de simbolización: Los símbolos como el lenguaje, las imágenes y los sonidos se utilizan para transmitir significados y crear un entendimiento compartido entre las personas. La capacidad de simbolización ayuda a las personas a comprender e interpretar los mensajes transmitidos.[9] Las personas no sólo se ven afectadas por la experiencia directa, sino también por los acontecimientos indirectos. En lugar de limitarse a aprender mediante un laborioso proceso de ensayo y error, los seres humanos son capaces de percibir simbólicamente los acontecimientos transmitidos en los mensajes, construir posibles soluciones y evaluar los resultados previstos. Los símbolos se utilizan como medio de comunicación con los demás. En esencia, las capacidades de simbolización facilitan el aprendizaje y el modelado del comportamiento a partir de observaciones realizadas en el entorno, que luego pueden utilizarse para guiar el propio comportamiento.[9]
2. Capacidad de autorregulación: Esta capacidad se utiliza para evaluar la información y los mensajes transmitidos, y decide qué mensajes aceptar o rechazar.[9] Los individuos pueden regular por sí mismos sus intenciones y comportamientos. La autorregulación se basa en sistemas de retroalimentación tanto negativos como positivos, en los que intervienen la reducción de discrepancias y la producción de discrepancias.[9] Es decir, los individuos motivan y guían sus acciones de forma proactiva estableciendo objetivos desafiantes y esforzándose después por cumplirlos. Al hacerlo, los individuos adquieren habilidades, recursos, autoeficacia y más.
3. Capacidad de autorreflexión: Esta capacidad permite a las personas reflexionar sobre sus propios pensamientos, sentimientos y comportamientos en respuesta a los mensajes que reciben a través de la comunicación de masas. Permite a las personas evaluarlos en relación con sus normas y objetivos internos, e identificar las áreas en las que necesitan mejorar.[9] Al verificar la adecuación y solidez de sus pensamientos a través de formas enactivas, diversas, sociales o lógicas, los individuos pueden generar nuevas ideas, ajustar sus pensamientos y emprender acciones en consecuencia.
4. Capacidad vicaria: Esta capacidad permite a las personas aprender de las experiencias de los demás.  Esta capacidad permite a las personas adquirir nuevos conocimientos, actitudes y comportamientos sin tener que experimentar ellas mismas las consecuencias de esas acciones.[9] La capacidad vicaria es de gran valor para el desarrollo cognitivo de los seres humanos en la actualidad, en la que la mayor parte de la información que encontramos en nuestras vidas procede de los medios de comunicación de masas y no de procesos de ensayo y error.

## Componentes teóricos

### Factores de conducta
Los factores conductuales, en el contexto de esta teoría, ponen de relieve la importancia de las demostraciones e interacciones de la vida real a la hora de configurar la comprensión y adaptación de los comportamientos sociales por parte de un individuo. Observar las acciones de los demás, sus consecuencias y la retroalimentación que reciben influye en sus procesos cognitivos, su autorregulación y, en última instancia, su comportamiento. La teoría cognitiva social subraya la interacción dinámica entre el comportamiento individual y el contexto social que lo rodea, destacando el poder de los hechos conductuales para fomentar el cambio personal y social.

#### Modelado y aprendizaje por observación
La teoría cognitiva social gira en torno al proceso de adquisición de conocimientos o aprendizaje directamente correlacionado con la observación de modelos. Los modelos pueden ser los de una imitación interpersonal o fuentes mediáticas. El modelado eficaz enseña reglas y estrategias generales para enfrentarse a distintas situaciones. El aprendizaje observacional hace hincapié en que los individuos pueden aprender observando y presenciando comportamientos demostrados por otros, un proceso conocido comúnmente como "modelado". Cuando un individuo es testigo de una demostración exitosa de un comportamiento, es más probable que reproduzca y ejecute ese comportamiento con éxito.
Según la TCS, los pensamientos, los comportamientos y el entorno son interdependientes, en lugar de que unos causen los otros. Sugiere que los seres humanos tienen la capacidad de desarrollarse y transformarse. Al mismo tiempo, la TCS también afirma que los seres humanos tienen potencial y que este potencial depende de las capacidades únicas de nuestro cerebro. Estas capacidades incluyen la creación de símbolos, la comunicación con símbolos, la planificación anticipada, la autoevaluación y la conciencia de los propios pensamientos y sentimientos.
Para ilustrar que las personas aprenden observando a los demás, Albert Bandura y sus colegas construyeron una serie de experimentos utilizando un muñeco Bobo. En el primer experimento, los niños eran expuestos a un modelo agresivo o no agresivo del mismo sexo o del sexo opuesto al del niño. También había un grupo de control. Los modelos agresivos jugaban con el muñeco Bobo de forma agresiva, mientras que los modelos no agresivos jugaban con otros juguetes. Descubrieron que los niños expuestos a los modelos agresivos realizaban después más acciones agresivas hacia el muñeco Bobo, y que era más probable que lo hicieran los niños que las niñas.
Tras ese estudio, Albert Bandura comprobó si lo mismo ocurría con los modelos presentados a través de los medios de comunicación mediante un experimento que denominó Comportamiento del muñeco Bobo: Estudio de la agresión. En este experimento, Bandura expuso a un grupo de niños a un vídeo en el que se mostraban acciones violentas y agresivas. Después del vídeo, colocó a los niños en una habitación con un muñeco Bobo para ver cómo se comportaban con él. Mediante este experimento, Bandura descubrió que los niños que habían visto el vídeo violento sometían a los muñecos a un comportamiento más agresivo y violento, mientras que los niños no expuestos al vídeo no lo hacían. Este experimento muestra la teoría cognitiva social porque describe cómo las personas reproducen los comportamientos que ven en los medios de comunicación. En este caso, los niños de este experimento recrearon el modelo de violencia que aprendieron directamente del vídeo.
El aprendizaje observacional se rige por cuatro subfunciones: procesos atencionales, procesos cognitivos representacionales, procesos de producción conductual y procesos motivacionales.
Las observaciones deben incluir:
- Procesos de atención. Los observadores prestan atención de forma selectiva a un comportamiento social específico en función de la accesibilidad, la relevancia, la complejidad, el valor funcional del comportamiento o algunos atributos personales del observador, como la capacidad cognitiva, la preferencia de valores o las ideas preconcebidas.[9]
- Procesos de representación cognitiva. Observar un comportamiento y sus consecuencias y, a continuación, convertir esa observación en un símbolo al que se pueda acceder para futuras representaciones del comportamiento. Nota: Cuando se muestra un comportamiento positivo, debe seguir un refuerzo positivo; este paralelismo es similar para el comportamiento negativo.[9]
- Los procesos de producción de conductas se refieren a la representación simbólica de la conducta original que se traduce en acción mediante la reproducción de la conducta observada en contextos aparentemente apropiados. Durante la reproducción del comportamiento, una persona recibe retroalimentación de los demás y puede ajustar su representación para futuras referencias.
- El proceso motivacional vuelve a representar un comportamiento en función de las respuestas y consecuencias que el observador recibe al volver a representar ese comportamiento.[2][3]

El modelado no consiste sólo en copiar comportamientos, sino también en aprender nuevas reglas a través de la observación. Este nivel superior de aprendizaje puede lograrse mediante el modelado abstracto, en el que los observadores extraen las reglas que rigen comportamientos específicos y las utilizan para generar nuevos casos de comportamiento. Por ejemplo, si un profesor fulmina con la mirada a un alumno que habla fuera de turno, otros alumnos pueden reprimir este comportamiento para evitar una reacción similar. Los profesores modelan tanto los objetivos materiales como el currículo subyacente de la vida virtuosa. Los profesores también deberían dedicarse a crear altos niveles de autoeficacia en sus alumnos reconociendo sus logros.

#### Expectativas de resultados y refuerzos
Para aprender un comportamiento concreto, las personas deben comprender cuál es el resultado potencial si repiten ese comportamiento. El observador no espera las recompensas o castigos reales en los que incurre el modelo, sino que anticipa resultados similares al imitar el comportamiento (lo que se denomina expectativas de resultados), razón por la cual el modelado influye en la cognición y el comportamiento. Los refuerzos abarcan las respuestas internas y externas al comportamiento de un individuo, que influyen en la probabilidad de mantener o cesar el comportamiento. Estos refuerzos pueden tener su origen en el propio individuo o en el entorno externo y pueden adoptar la forma de resultados positivos o negativos. En el marco de la Teoría Cognitiva Social, este constructo es especialmente importante para comprender la interacción recíproca entre el comportamiento y el entorno.
Estas expectativas están muy influidas por el entorno en el que crece el observador; por ejemplo, las consecuencias esperadas de una infracción por conducir bajo los efectos del alcohol en Estados Unidos son una multa, con posible pena de cárcel, mientras que la misma acusación en otro país podría acarrear la pena de muerte.
Por ejemplo, en el caso de un alumno, las instrucciones que le da el profesor le ayudan a ver a qué resultado conduce un determinado comportamiento. Es deber del profesor enseñar a un alumno que, cuando se aprende con éxito un comportamiento, los resultados son significativos y valiosos para él.

#### Autoeficacia
La teoría cognitiva social postula que el aprendizaje se produce con mayor probabilidad si existe una estrecha identificación entre el observador y el modelo y si el observador también tiene una gran autoeficacia. La autoeficacia es un término utilizado para describir la creencia de una persona en su capacidad para alcanzar sus objetivos y producir los resultados deseados a través de sus propias acciones. Las creencias de autoeficacia funcionan como un importante conjunto de determinantes proximales de la motivación, el afecto y la acción humanas, que operan sobre la acción a través de procesos de intervención motivacionales, cognitivos y afectivos.
Según Bandura, la autoeficacia es "la creencia en las capacidades de uno mismo para organizar y ejecutar los cursos de acción necesarios para manejar situaciones prospectivas". Bandura y otros investigadores han descubierto que la autoeficacia de un individuo desempeña un papel importante en la forma de abordar los objetivos, las tareas y los retos. Los individuos con una alta autoeficacia son más propensos a creer que pueden dominar los problemas difíciles y que pueden recuperarse rápidamente de los contratiempos y las decepciones. Los individuos con baja autoeficacia tienden a tener menos confianza en sí mismos y no creen que puedan rendir bien, lo que les lleva a evitar las tareas desafiantes. Por lo tanto, la autoeficacia desempeña un papel fundamental en el rendimiento de la conducta. Los observadores que tienen un alto nivel de autoeficacia son más propensos a adoptar conductas de aprendizaje observacional.
Hay varias formas de desarrollar un fuerte sentido de la autoeficacia, entre las que se incluyen la superación de retos, el modelado social, la mejora del estado físico y emocional y la persuasión verbal. Construir un sentido de autoeficacia resistente requiere superar obstáculos y aprender de los errores. Las creencias de autoeficacia pueden influir en los procesos cognitivos, motivacionales, emocionales y de toma de decisiones, y desempeñan un papel importante en el éxito individual y colectivo.
La autoeficacia puede desarrollarse o incrementarse mediante:
- Experiencia de dominio, que es un proceso que ayuda a un individuo a realizar tareas sencillas que conducen a objetivos más complejos.[10]
- El modelado social proporciona un modelo identificable que muestra los procesos que llevan a cabo un comportamiento.[10]
- Mejorar el estado físico y emocional se refiere a asegurarse de que una persona está descansada y relajada antes de intentar un nuevo comportamiento. Cuanto menos relajada, menos paciente, más probable es que no logre el comportamiento objetivo.[10]
- La persuasión verbal consiste en animar a una persona a realizar una tarea o lograr un determinado comportamiento.[31]

Por ejemplo, los alumnos se esfuerzan más, son más activos, prestan más atención, están más motivados y aprenden mejor cuando perciben que dominan una determinada tarea. Es deber del profesor permitir que el alumno perciba su eficacia proporcionándole información para que comprenda su nivel de competencia. Los profesores deben asegurarse de que los alumnos tengan los conocimientos y las estrategias que necesitan para completar las tareas.
La autoeficacia también se ha utilizado para predecir el comportamiento en diversas situaciones relacionadas con la salud, como la pérdida de peso, dejar de fumar y la recuperación tras un ataque al corazón. En relación con la ciencia del ejercicio, la autoeficacia ha producido algunos de los resultados más consistentes que revelan un aumento de la participación en el ejercicio.

#### Identificación
La identificación permite al observador sentir una similitud de uno a uno con el modelo, lo que puede aumentar las probabilidades de que el observador siga la acción modelada. Es más probable que las personas sigan comportamientos modelados por alguien con quien se identifican. Cuantos más puntos en común o vínculos emocionales se perciban entre el observador y el modelo, más probable será que el observador aprenda y repita el comportamiento modelado.

## Aplicaciones

### Comunicación de masas
El uso de la teoría cognitiva social puede ayudar a entender cómo los medios de comunicación pueden influir en los pensamientos y acciones de las personas. El alcance de los medios de comunicación es tan amplio que ofrece oportunidades prácticamente ilimitadas para llegar a la cognición humana.

#### Estudios de contenidos de los medios de comunicación
La teoría cognitiva social se aplica a menudo como marco teórico de los estudios relativos a la representación mediática en relación con la raza, el género, la edad, etc. La teoría cognitiva social sugiere que las imágenes muy repetidas que se presentan en los medios de comunicación pueden ser procesadas y codificadas por los espectadores (Bandura, 2011). Los estudios analíticos del contenido de los medios examinan el sustrato de los mensajes mediáticos a los que están expuestos los espectadores, lo que podría brindar la oportunidad de descubrir los valores sociales asociados a estas representaciones mediáticas. Aunque los estudios del contenido de los medios no pueden probar directamente el proceso cognitivo, los resultados pueden ofrecer una vía para predecir los posibles efectos de los medios a partir del modelado de determinados contenidos, lo que proporciona pruebas y directrices para diseñar trabajos empíricos posteriores.

#### Estudios sobre los efectos de los medios de comunicación
La teoría cognitiva social se emplea de forma generalizada en los estudios que analizan los cambios de actitud o comportamiento provocados por los medios de comunicación. Como sugirió Bandura, las personas pueden aprender a realizar conductas a través del modelado mediático. La TCS se ha aplicado ampliamente en estudios sobre los medios de comunicación relacionados con el deporte, la salud, la educación y otros ámbitos. Por ejemplo, Hardin y Greer examinaron en 2009 la tipificación de género de los deportes dentro del marco teórico de la teoría cognitiva social, y sugirieron que el consumo de medios deportivos y la socialización de los roles de género estaban significativamente relacionados con la percepción de género de los deportes en estudiantes universitarios estadounidenses.
En la comunicación sanitaria, la teoría cognitiva social se ha aplicado en investigaciones relacionadas con dejar de fumar, la prevención del VIH, las conductas sexuales seguras, etc. Por ejemplo, Martino, Collins, Kanouse, Elliott y Berry examinaron en 2005 la relación entre la exposición al contenido sexual de la televisión y la conducta sexual de los adolescentes a través de la lente de la teoría cognitiva social, confirmando la relación significativa entre las dos variables entre los grupos de raza blanca y afroamericanos; sin embargo, no se encontró una correlación significativa entre las dos variables en el grupo étnico de los hispanos, lo que indica que la norma de los pares podría servir como mediador de las dos variables examinadas.

#### Normas de género
Las normas de género se han analizado a través de los medios de comunicación de masas desde la perspectiva cognitiva social. Utilizando el modelo de causalidad triádica, los investigadores han analizado las expectativas sociales y cómo estas expectativas binarias afectan a los roles de género. En estos estudios, se citan los medios de comunicación de masas como un método para implementar las normas de género en la sociedad.
En 1997, Harrison y Cantor utilizaron la TCS para estudiar cómo afectaban las imágenes de delgadez y formas corporales ideales a las mujeres de las islas Fiyi. Históricamente, las mujeres de Fiyi admiraban ser corpulentas, pero en 1995 se introdujeron en la isla programas de televisión como Beverly Hills, 90210 y Melrose Place. En la muestra recogida por Harrison y Cantor se descubrió que el 50% de las mujeres que veían estos programas se veían a sí mismas como "demasiado grandes o gordas".

#### Redes sociales
La capacidad de personalizar las propias redes sociales ha sido un tema de conversación popular entre los investigadores. En los distintos estudios, los investigadores perciben un beneficio o una expectativa de resultado. En las redes sociales, los estudios han analizado una serie de temas, como los mensajes de comunicación sobre salud, las motivaciones de los usuarios de las redes sociales, el uso excesivo de las redes sociales y el abandono de las redes sociales.

#### Violencia en los medios de comunicación
Muchos estudios cognitivos sociales han explorado el impacto de la violencia en los medios de comunicación sobre el comportamiento humano. En los inicios de la TCS, Bandura centró su estudio en la violencia, ya que muchos personajes de ficción de la televisión utilizaban la violencia para resolver problemas y abordar conflictos. La TCS ha caracterizado cuatro efectos como resultado de ver violencia en los medios de comunicación: enseñanza de conductas agresivas, debilitamiento de las restricciones a la agresión, desensibilización y habituación a la crueldad humana, y la violencia tiene el poder de remodelar la realidad de los espectadores.
La investigación de Bandura también ha sugerido que el comportamiento se ve influido por las consecuencias de dicho comportamiento, como las recompensas o los castigos. El experimento del muñeco Bobo desempeñó un papel importante en el desarrollo de la teoría cognitiva social, ya que moldeó profundamente el desarrollo de la TCS. En cuanto a los efectos de los medios de comunicación, Bandura descubrió que la violencia televisiva suele representarse de forma glamurosa, lo que hace que sea más probable que se imite. Por tanto, al abordar la violencia mediática desde la perspectiva de la TCS, las personas, especialmente los niños, imitan lo que ven en los medios de comunicación. Estudios longitudinales como el realizado por Roswell Huesmann utilizaron la TCS para analizar la exposición repetida a la violencia mediática durante un largo periodo de tiempo. Este estudio concluyó que la exposición repetida y temprana a la violencia televisiva puede sugerir niveles más altos de agresión y comportamiento antisocial en etapas posteriores de la vida.

### Salud pública

#### Actividad física
Albert Bandura define la autoeficacia percibida como "las creencias de las personas sobre sus capacidades para producir niveles designados de rendimiento que ejercen influencia sobre los acontecimientos que afectan a sus vidas". La autoeficacia es sólo uno de los seis constructos en los que se basa la TSC; los otros cinco incluyen el determinismo recíproco, la capacidad conductual, el aprendizaje observacional, los refuerzos y las expectativas. Se ha demostrado que la falta de actividad física contribuye a las enfermedades cardíacas, la diabetes de tipo 2 y el cáncer, incluso en personas sin ningún otro factor de riesgo. La teoría cognitiva social puede ser útil para identificar los factores motivadores que conducen a un aumento de la actividad física en función de la edad y el sexo. Un estudio realizado por Yael Netz y Shulamith Raviv en 2004 halló correlaciones positivas entre altos niveles de autoeficacia en comparación con la actividad física. Estos hallazgos sugieren que el mejor método de motivación para aumentar la tasa de actividad física es aquel que primero aumenta la autoeficacia percibida. Aplicado a las campañas de salud pública, el primer síntoma que hay que abordar son los bajos niveles de autoeficacia percibida, más que los bajos niveles de actividad física, ya que abordar los primeros puede rectificar los segundos.
Un estudio diferente realizado en 2015 observó resultados similares. El objetivo de este estudio era identificar si la SCT podría utilizarse para "... mejorar las intervenciones de actividad física (AF) mediante la identificación de qué variables apuntar para maximizar el impacto de la intervención." Mediante el seguimiento de 204 hombres con sobrepeso a lo largo de un programa de pérdida de peso de tres meses, los investigadores aplicaron un modelo de ecuación estructural longitudinal de variable latente para probar los constructos relacionados con la TPC, incluyendo la autoeficacia, las expectativas de resultados, la intención y el apoyo social, en la medida en que se aplican a los cambios autoinformados en el nivel de actividad física. Los investigadores hallaron que la autoeficacia era el indicador más importante para la actividad física, al tiempo que observaron un efecto distinto de cero de la intención sobre el aumento de la actividad física. Por lo tanto, los programas de pérdida de peso centrados en el aumento de los niveles de actividad física de los participantes deben tener como objetivo aumentar la autoeficacia de los participantes con el fin de lograr resultados deseables.
Los niveles de actividad física, en promedio, disminuyen a lo largo de la vida, en particular durante la adolescencia. La TCS puede utilizarse para explicar los factores más prevalentes que contribuyen a esta marcada disminución de la actividad física entre los adolescentes y luego desarrollar métodos de intervención apropiados para cambiar este fenómeno de la mejor manera posible. Un estudio en particular aborda este tema a través del marco de la TCS. Los investigadores enviaron cuestionarios por correo a una muestra aleatoria de 937 estudiantes universitarios de EE. UU. para medir la influencia de los factores personales, conductuales y ambientales en el cambio de la conducta de ejercicio. Tanto para los hombres como para las mujeres, el aumento de la autoeficacia fue el factor predictivo más importante a la hora de significar cambios positivos en la conducta de ejercicio y la actividad física.
La TCS puede aplicarse a las campañas de salud pública en un intento de fomentar un público más sano a través del ejercicio; en este sentido, múltiples estudios constatan que la autoeficacia es la variable más importante para predecir niveles altos o bajos de actividad física.
Los estudios sobre la crianza de los hijos también han analizado la relación entre los hábitos televisivos de los niños y el impacto que tienen los padres. En 2012, Zimmerman et al. llevaron a cabo un ensayo piloto para ayudar a abordar el problema de la obesidad infantil. En su ensayo clínico, aplicaron los fundamentos teóricos de la TSC de autoeficacia, expectativa de resultados y control volitivo. Se utilizaron para generar cambios de conducta en los padres. La implicación de las expectativas de resultados de la TSC demostró ser muy valiosa para cambiar los hábitos televisivos.

#### SIDA
El estudio de Miller de 2005 descubrió que elegir el género, la edad y el origen étnico adecuados para los modelos garantizaba el éxito de una campaña contra el sida dirigida a adolescentes de barrios marginales. Esto ocurrió porque los participantes podían identificarse con un compañero reconocible, tener una mayor sensación de autoeficacia y, a continuación, imitar las acciones para aprender las prevenciones y acciones adecuadas.

#### Lactancia materna
Un estudio realizado por Azza Ahmed en 2009 trató de comprobar si se producía un aumento de la lactancia materna por parte de las madres de niños prematuros cuando se las exponía a un programa educativo sobre lactancia materna guiado por la TCS. Sesenta madres fueron asignadas aleatoriamente a participar en el programa o a recibir la atención habitual. El programa consistía en estrategias de TCS que afectaban a los tres factores determinantes de la TCS: personales (mostrar modelos que amamantan correctamente para mejorar la autoeficacia), conductuales (controles semanales durante tres meses para reforzar las habilidades de las participantes) y ambientales (las madres recibían una lista de control de observación para asegurarse de que completaban correctamente la conducta). La autora descubrió que las madres expuestas al programa mostraron una mejora significativa en sus habilidades de lactancia, tenían más probabilidades de dar el pecho de forma exclusiva y tenían menos problemas que las madres no expuestas al programa educativo.

##### Planificación familiar
La televisión se ha visto como una metodología para proporcionar cambios sociales. Por ejemplo, en la televisión global, para generar interés en la planificación familiar la T.V. eleva el estatus de las mujeres que son madres. Este acto de modelización pretende ayudar a aumentar la población y evitar el descenso de la natalidad.

## Moralidad
La teoría social cognitiva hace hincapié en la gran diferencia que existe entre la capacidad de un individuo para ser moralmente competente y la actuación moral. La competencia moral implica tener la capacidad de realizar un comportamiento moral, mientras que la actuación moral indica seguir realmente la idea que uno tiene del comportamiento moral en una situación específica. Las competencias morales incluyen:
- De lo que es capaz un individuo
- Lo que sabe un individuo
- Cuáles son las competencias de un individuo
- Conocimiento de las normas morales por parte del individuo
- La capacidad cognitiva de un individuo para construir comportamientos

En lo que respecta al desarrollo de un individuo, la competencia moral es el crecimiento de los procesos cognitivo-sensoriales; en pocas palabras, ser consciente de lo que se considera correcto e incorrecto. En comparación, la actuación moral se ve influida por las posibles recompensas e incentivos para actuar de una determinada manera. Por ejemplo, la competencia moral de una persona podría indicarle que robar está mal y mal visto por la sociedad; sin embargo, si la recompensa por robar es una suma considerable, su actuación moral podría indicar una línea de pensamiento diferente. Ahí reside el núcleo de la teoría cognitiva social.
En su mayor parte, la teoría cognitiva social sigue siendo la misma para las distintas culturas. Dado que los conceptos de comportamiento moral no varían mucho entre culturas (ya que delitos como el asesinato, el robo y la violencia injustificada son ilegales en prácticamente todas las sociedades), no hay mucho margen para que la gente tenga opiniones diferentes sobre lo que es moralmente correcto o incorrecto. La principal razón por la que la teoría cognitiva social se aplica a todas las naciones es porque no dice lo que es moral e inmoral; simplemente afirma que podemos reconocer estos dos conceptos. Nuestras acciones en escenarios de la vida real se basan en si creemos que la acción es moral y si la recompensa por violar nuestra moral es lo suficientemente significativa, y nada más.

## Limitaciones

### Modelado y medios de comunicación
En la programación de series de televisión, según la teoría cognitiva social, se supone que los comportamientos premiados de los personajes queridos deben ser seguidos por los espectadores, mientras que los comportamientos castigados deben ser evitados por los consumidores de los medios. Sin embargo, en la mayoría de los casos, es menos probable que los protagonistas de las series de televisión experimenten el sufrimiento a largo plazo y las consecuencias negativas causadas por sus conductas de riesgo, lo que podría socavar los castigos transmitidos por los medios de comunicación, dando lugar a un modelado de las conductas de riesgo. Nabi y Clark descubrieron que los individuos que no habían experimentado previamente el sexo de una noche mostraron una mayor expectativa de hacerlo después de la exposición a las representaciones de este comportamiento en los medios de comunicación.

## Lectura adicional
- Bandura, Albert (1976). Social Learning Theory. Englewood Cliffs, NJ: Prentice Hall. ISBN 978-0138167448
- Bandura, Albert (1985). Social Foundations of Thought and Action. Englewood Cliffs, NJ: Prentice-Hall. ISBN 978-0138156145
- Berg, Insoo Kim; Miller, Scott D. (1992). Working with the Problem Drinker: A Solution-focused Approach (pp. 733–735). New York: Norton. ISBN 978-0393701340
- Pajares, Frank; Prestin, Abby; Chen, Jason; Nabi, L. Robin. "Social Cognitive Theory and Media Effects". In Nabi, Robin L.; Oliver, Mary Beth, The SAGE Handbook of Media Processes and Effects. Los Angeles: SAGE, 2009. 283-297. ISBN 978-1412959964
- Bandura, Albert (2001). Social Cognitive Theory: An Agentic Perspective. Annual Review of Psychology.